# ГЕС Богонг
ГЕС Богонг – гідроелектростанція південному сході Австралії. Знаходячись між ГЕС McKay Creek (вище по течії) та ГЕС Кловер (29 МВт), входить до складу каскаду у сточищі річки Кієва, яка дренує західний схил Австралійських Альп та впадає ліворуч до Муррею (басейн Великої Австралійської затоки Індійського океану) одразу після сховища Hume.
Ресурс, відпрацьований на ГЕС McKay Creek, подається у дериваційний тунель довжиною 6,5 км та діаметром 5 метрів, який прямує у правобережному гірському масиві річки Pretty Valley Creek (лівий витік Кієва-Іст-Рівер, котра в свою чергу є правим витоком Кієви). Далі через напірну шахту висотою 100 метрів з діаметром 4 метри ресурс потрапляє до прокладеного в тунелі напірного водоводу довжиною 1,1 км зі спадаючим діаметром від 3,6 до 3 метрів. По його завершення розташована ще одна шахта висотою 140 метрів з діаметром 5 метрів, яка виводить до підземного машинного залу висотою 30 метрів, спорудженого неподалік злиття Pretty Valley Creek з Rocky Valley Creek (правий витік Кієви).
Основне обладнання ГЕС становлять дві турбіни типу Френсіс потужністю по 70 МВт, які працюють при напорі у 420 метрів. Вони використовуються у піковому режимі, тому виробляють лише 94 млн кВт-год електроенергії на рік.
Відпрацьована вода потрапляє до сховища Guy Lake, з якого живиться наступна станція каскаду.
Видача продукції відбувається по ЛЕП, розрахованій на роботу під напругою 220 кВ.